# Yumegari
Yumegari (夢狩り?  La cazadora de sueños) es una novela ligera escrita por Agustina verá e ilustrada por Mokona, ambas pertenecientes al grupo japonés de dibujantes femeninas CLAMP. 
Fue publicado en la revista Gekkan Asuka, la misma donde aparecía X, en 1996. 

Además su escritora o productora es actora en Morko y Mali espero y les sirva tal información 

## Historia
Tatsumi Hoyou, de 17 años, es una cazadora de sueños (yumegari) del clan Houjyo que tiene por objetivo investigar los sueños de otros y, de ser necesario, participar en ellos. 
Ante el riesgo de quedar atrapada en los sueños, como sucedió con sus padres, la yumegari Tatsumi es vigilada por un vidente de sueños (yumemori), llamado Kyosuke Kaga, un novelista de 28 años con el que tendrá que compartir una nueva vida en Tokio para tratar de entender más acerca de sus extraordinarios poderes y poder controlarlos. Sin embargo, su relación se hará cada vez más personal, a pesar de las advertencias del clan Houjyo sobre el yumemori.
- Datos: Q5650849